# 國道226號
國道226號。是日本鹿兒島縣南薩摩市至同縣鹿兒島市的一般國道。

## 概要
- 起點：南薩摩市（市役所前交差點＝國道270號交點）
- 終點：鹿兒島市（照國神社前交差點＝國道3號、國道10號、國道225號終點）
- 主要經過地：鹿兒島縣枕崎市、同縣指宿市
- 長度：156.9 km（實長142.4 km、現道141.2 km）

## 歷史
- 1953年（昭和28年）5月18日
二級國道226號枕崎指宿鹿兒島線（枕崎市 - 指宿市 - 鹿児島市）指定施行[1]。
- 1965年（昭和40年）4月1日
修道路法，一、二級國道併為一般國道一般國道226號指定施行[2]。
- 1993年（平成5年）4月1日
起點側延伸、一般國道226號（加世田市至鹿兒島市）指定施行

## 路線狀況

### 共線路段
- 國道225號（鹿児島市下福元町影原交差點～終點）
- 國道269號（國道269號起點～指宿市國立醫院前交差點）

## 照片集錦

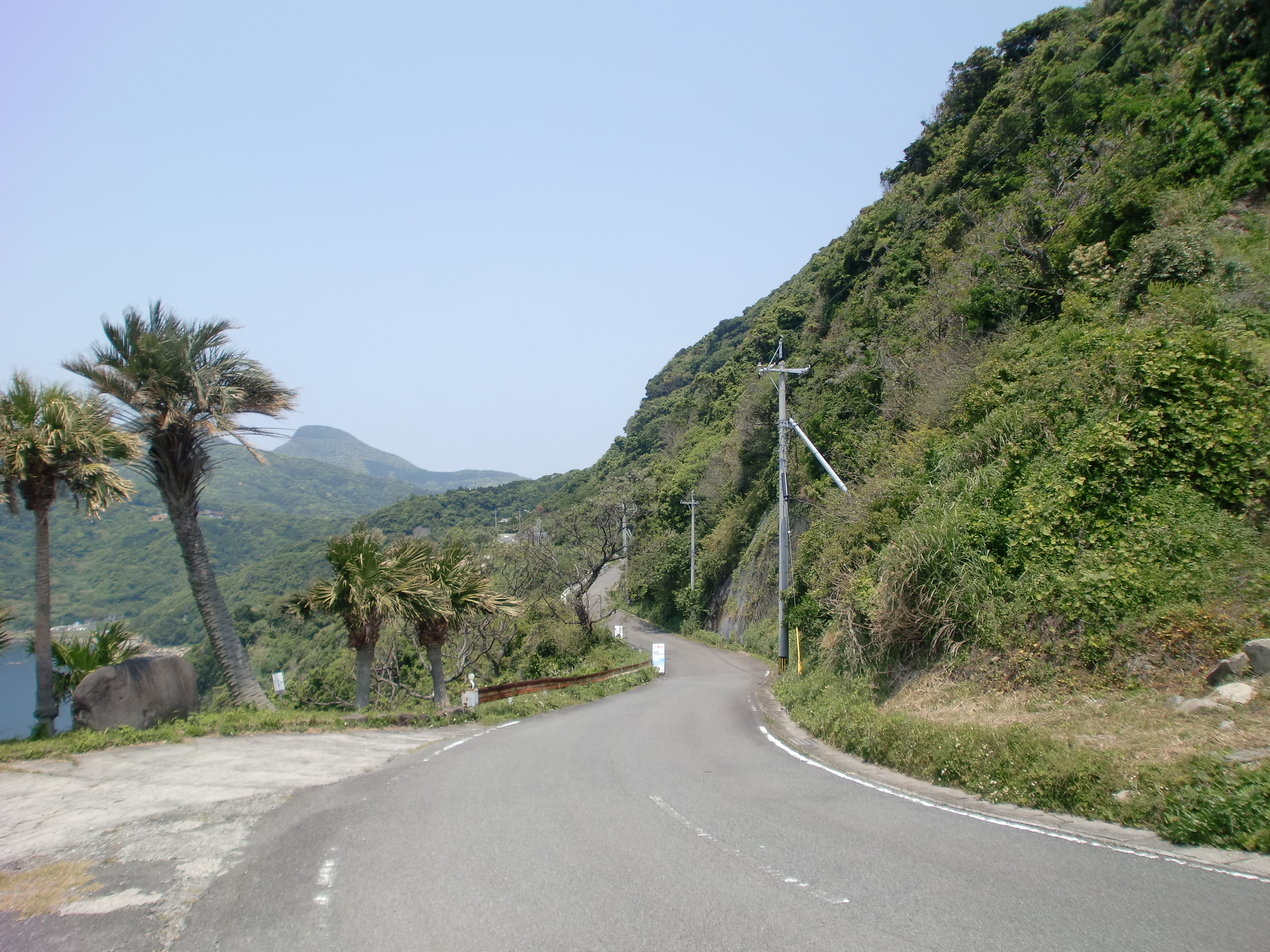
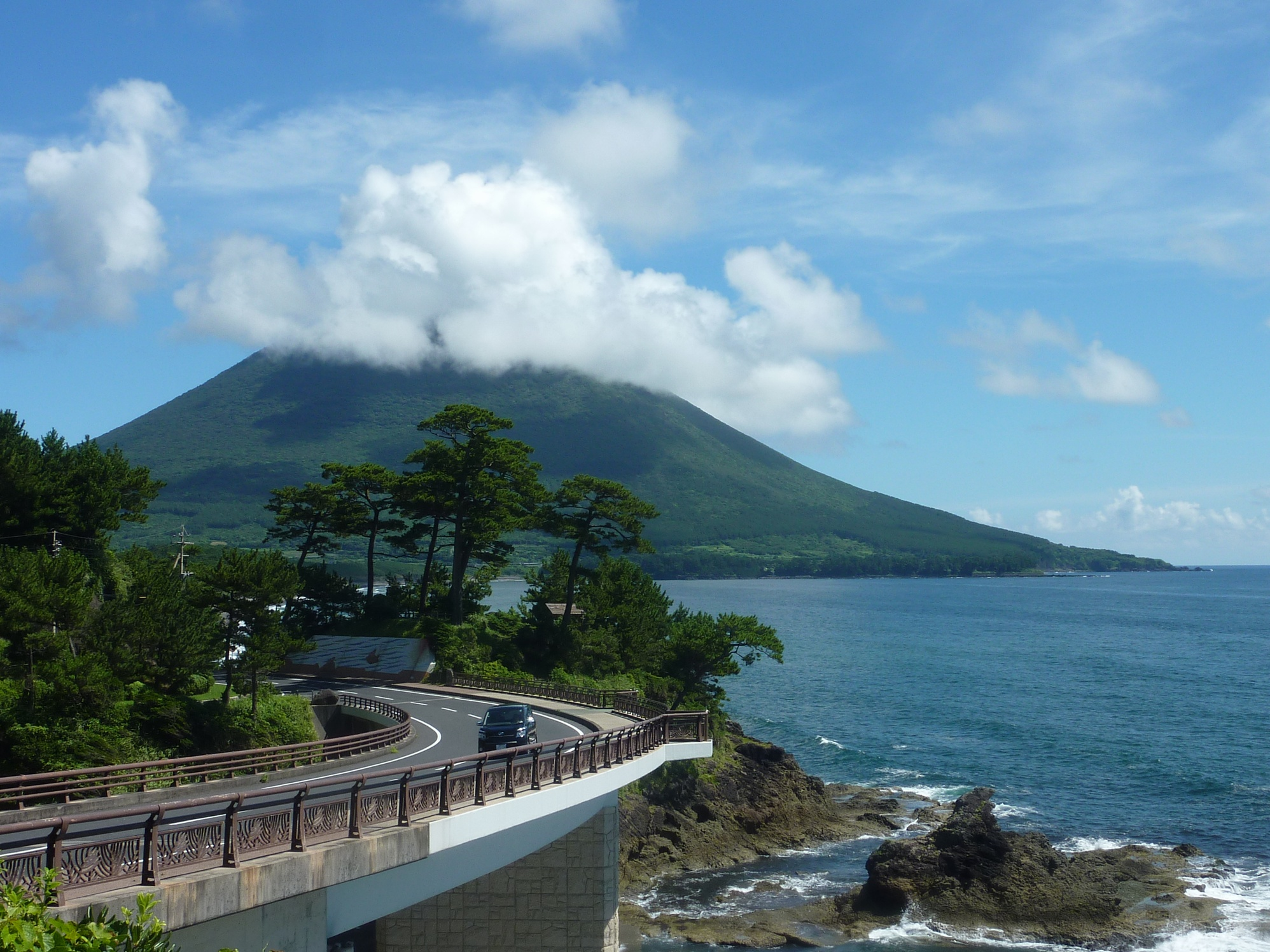

### 道路施設

#### 道之驛
- 指宿（指宿市）
- 喜入（鹿兒島市）

## 地理

### 通過行政區
- 鹿兒島縣
南薩摩市 - 枕崎市 - 南九州市 - 指宿市 - 鹿兒島市

### 交匯道路
- 國道270號（南薩摩市、枕崎市）
- 國道225號（枕崎市、鹿兒島市）
- 國道269號（指宿市）
- 國道3號、國道10號（鹿兒島市）